# Британска краткодлака мачка
Британска краткодлака мачка је стара раса домаће мачке, која се јавља током 19. века и једна је од најраније признатих раса у Уједињеном Краљевству. После Другог светског рата стиче популарност и у Америци.
Британска краткодлака мачка је пријатне нарави, толерантна је, интелигентна и мирна. Ово је мачка крупног и снажног тела, округле главе и великих очију бакарне или жуте боје. Уши су средње величине и облог врха.
Реп је кратак и широк.
Длака је густа, а појављује се у многим бојама, као и комбинације.